# رضا قیصریه
رضا قیصریه (متولد ۱۳۱۹ در تهران) مترجم و نویسنده ایرانی است.

## زندگی و آثار
دکتر رضا قیصریه، عضو هیئت علمی بازنشستهٔ گروه زبان ایتالیایی از دو سال پیش به دلیل عارضه مغزی خانه‌نشین شده‌است. وی استاد نمونهٔ واحد تهران شمال و از چهره‌های پیش‌کسوت در عرصهٔ معرفی ادبیات و هنر ایتالیا می‌باشد. او در سال ۲۰۰۱ به خاطر ترجمه و تألیف کتاب‌ها و مقالاتی دربارهٔ ادبیات، سینما و تئاتر ایتالیا، جایزهٔ بهترین معرف فرهنگ ایتالیا در دنیا را از وزارت میراث و فعالیت‌های فرهنگی و از دستان رئیس‌جمهور وقت ایتالیا (کارلو داتزلیو چامپی) در شهر رم دریافت نمود.
دکتر قیصریه که از مهم‌ترین معرفان چهره‌های برجستهٔ ادبیات ایتالیا در سدهٔ بیستم چون آلبرتو موراویا، ایتالو کالوینو، لوییجی پیراندلو و از معاصرترها استفانو بنّی به خوانندگان ایرانی است، کتاب‌هایی نیز به قلم تحریر درآورده از جمله هفت داستان (برندهٔ جایزهٔ قلم زرین مجله گردون در سال ۱۳۷۲)، کافه نادری (انتشارات ققنوس، ۱۳۸۲، که سال گذشته به چاپ یازدهم رسید) و در ستایش ۷۷ سالگی (که ترجمه ایتالیایی آن بهار امسال در کشور ایتالیا با عنوان مکالمه در تهران منتشر شد).
وی که در رشتهٔ علوم سیاسی از دانشگاه رم فارغ‌التحصیل شده، در دوران اقامت ۹ سالهٔ خود در ایتالیا، اقدام به ترجمه کتاب سه قطره خون صادق هدایت به زبان ایتالیایی نمود که در سال ۱۹۷۹ توسط انتشارات فلترینلی به چاپ رسید.
دکتر قیصریه پس از بازگشت به ایران در سال ۱۳۵۸ به کار تدریس زبان و ادبیات ایتالیایی در دانشگاه تهران و سپس دانشگاه آزاد اسلامی از سال ۱۳۶۸ مشغول شد. کتاب دربارهٔ ترجمهٔ وی در دههٔ اخیر از معدود کتاب‌های آموزشی بوده که در باب ترجمه از ایتالیایی نوشته و در دانشگاه تدریس می‌شود و یکی از افتخارات استاد قیصریه، آموزش و تربیت مترجمان زبردست و تازه‌نفس و معرفی آنان به دنیای نشر ایران است.

### ترجمه‌ها
- سرگذشت یک غریق، گابریل گارسیامارکز، ناشر: نیلوفر
- روز نحس (نمایشنامه)، میخاییل زوشنکو، ناشر: نیلا
- آدمکش‌ها، ارنست همینگوی، ناشر: نیلا
- گوساله دریایی: داستان‌های طنز و سوررئالیستی آلبرتو موراویا، آلبرتو موراویا، به همراه هاله ناظمی، ناشر: کتاب خورشید
- کافه زیر دریا: داستان‌های کوتاه، استفانو بننی، ناشر: کتاب خورشید
- کلاغ آخر از همه می‌رسد، ایتالو کالوینو، به همراهاعظم رسولی، مژگان مهرگان، ناشر: کتاب خورشید
- درگذشت پیکلز مک‌کارتی [داستان]، ارنست همینگوی، ناشر: نیلا
- خاطره‌های ما [نمایشنامه]، لوییجی پیراندللو، حمید امجد (زیرنظر)، ناشر: نیلا
- شب پیش از پیاده شدن (داستان)، ارنست همینگوی، ناشر: نیلا
- قارچ‌ها در شهر، ایتالو کالوینو، به همراه اعظم رسولی، مژگان مهرگان، ناشر: کتاب خورشید
- تو که منو می‌شناسی کارلو (داستان)، آلبرتو موراویا، ناشر: نیلا
- پروانه و تانک و سه داستان دیگر از جنگ داخلی اسپانیا به همراه مقاله‌ای دربارهٔ داستان‌ها به ترجمه مدرس، ارنست همینگوی، ناشر: مان کتاب
- آسمان در یک آخور، اری دلوکا، ناشر: شرکت نشر افسون خیال
- آدمکش / خوشنامان ساختمان شماره ۵، فرانکو انا، دینو بوتزاتی، ناشر: کتاب خورشید
- زندگی و مرگ میرزا رضا کرمانی، فرانسیسکو سوریانو، ناشر: نشر ثالث - ۱۳۸۳
- کلمه مادر [داستان]، آلبرتو موراویا، ناشر: نیلا
- مرد همراه (داستان)، مارکو لودلی، ناشر: نیلا
- من که حرفی ندارم (مجموعه داستان‌های رمی)، آلبرتو موراویا، ناشر: کتاب خورشید
- جنگ نوین ظهیرالدوله، فرانسیسکو سوریانو، ناشر: کتاب خورشید
- اصول و روش ترجمه به روایتی دیگر… (متون ایتالیایی)، ناشر: هدف نوین
- تپه‌های سبز آفریقا، ارنست همینگوی، ناشر: کتاب خورشید
- خاطره‌های ما [داستان]، لوئیجی پیراندلو، ناشر: نیلا
- مده‌آ (نمایشنامه)، آئورلیو پس، حمید امجد (زیرنظر)، ناشر: نیلا
- لغت‌شناسی [داستان]، لئوناردو شاشا، ناشر: نیلا
- نقاب برکش بناپارت، لئوناردو شاشا، ناشر: مشکی
- پروفسور بوبوس (نمایشنامه)، الکسی فایکو، ناشر: نیلا
- نداهای درون (نمایشنامه)، ادواردو د فیلیپپو، ناشر: قطره
- شب عید میلاد در خانهٔ کوپییللو (نمایشنامه)، ادواردو د فیلیپپو، ناشر: قطره
- خاطرات زنی دزد، داچا مارااینی، زیر چاپ
- شش شخصیت در جستجوی نویسنده، لوییجی پیراندللو، زیر چاپ
- همینگوی - فرناندا پی وانو - نشر نقره - ۱۳۶۸
- نوشهرها - پی یر مرلن -  انتشارات فضا - ۱۳۶۵
- پیکاسو - گرترود استاین - زیر چاپ